# Grad Velenje
Velenjski grad ali grad Velenje (nemško Wöllan) stoji na griču nad mestom Velenje in velja za enega izmed najbolj ohranjenih gradov v Sloveniji in eden od desetih gradov, ki so v srednjem veku obstajali v Šaleški dolini. Danes so v gradu prostori Muzeja Velenje.

## Zgodovina
Velenjski grad leži na strmi skalni kopi, okrog 60 m višje od mesta Velenje, se pravi skupaj okrog 450 m nadmorske višine. Je eden od najbolje ohranjenih gradov v Sloveniji in eden od desetih gradov, ki so v srednjem veku obstajali v Šaleški dolini. Star je približno 700 let: prvič pa se omenja leta 1270. Je tipična vojaško – stanovanjska utrdba, katere tloris se je prilagajal terenu, na katerem stoji. Skozi stoletja so grad večkrat spreminjali in dograjevali, današnjo podobo renesančnega dvorca – palacia pa je dobil v 16. stoletju. Povsem renesančna je predvsem mogočna rondela v jugovzhodnem delu grajskega kompleksa. Slogovno in časovno jo opredeljujejo renesančna okna v prvem nadstropju, poudarjen kamnit paličasti venec, značilno oblikovane izlivnice za smolo in tipične pravokotne line ali strelnice. Okna povsem enake oblike, kot so tista na rondeli, srečamo na dvoriščni strani južnega trakta. Tipični profil, ki ga kažejo renesančna okna, ima tudi portal v vhodnem stolpu.
V manjši meri je nato Velenjski grad svojo podobo spreminjal vse do 18. stoletja. Od notranje opreme se je na žalost ohranilo zelo malo, njegova arhitekturna podoba pa se je v celoti ohranila, z izjemo dvižnega mostu, ki so ga sredi 19. stoletja odstranili.
V 17. stoletju so uporni kmetje zavzeli, oplenili in razdejali skoraj vse gradove v Šaleški dolini, med njimi tudi Grad Turn pri Velenju, Šoštanj in Šalek. Grad Velenje pa se je s svojimi hlapci uspešno obranil, saj je bil med vsemi gradovi v Šaleški dolini najbolje zavarovan in utrjen. Iz tega stoletja imamo tudi poročilo o dvakratnem napadu Turkov na grad. Napadalci pri tem niso imeli uspeha, zato so opustošili samo naselbino.

## Lastniki Velenjskega gradu
Prvi lastniki gradu so bili gospodje Kunšperški (veja ptujske gospode) do 14. stoletja, potem pa je grad pogosto menjeval lastnike, od katerih je bila najpomembnejša rodbina Wagen – Liechtenberški iz 16. stoletja, nato rodbina Adamovich (1858 – 1918, 17. stoletje). Zadnji predvojni lastnik gradu pa je bila goriška plemiška rodbina Coronini – Cronberg (1918 – 1943, 20. stoletje).

## Muzej Velenje
Po 2. svetovni vojni je grad postal državna last. Prvotno so bila tu rudarska stanovanja, leta 1957 pa se je začel postopno preurejati v muzej. Prvotno so bili v gradu prostori Muzeja slovenskih premogovnikov, ki se je kasneje zaradi širšega področja delovanja preimenoval v Muzej Velenje, premogovniško muzejsko zbirko pa so prenesli v opuščeni premogovniški jašek Premogovnika Velenje in tako formirali Muzej premogovništva Slovenije. Muzej mdr. hrani afriško etnološko zbirko češkega umetnika in raziskovalca Františka Foita.